# Stephan Harbarth

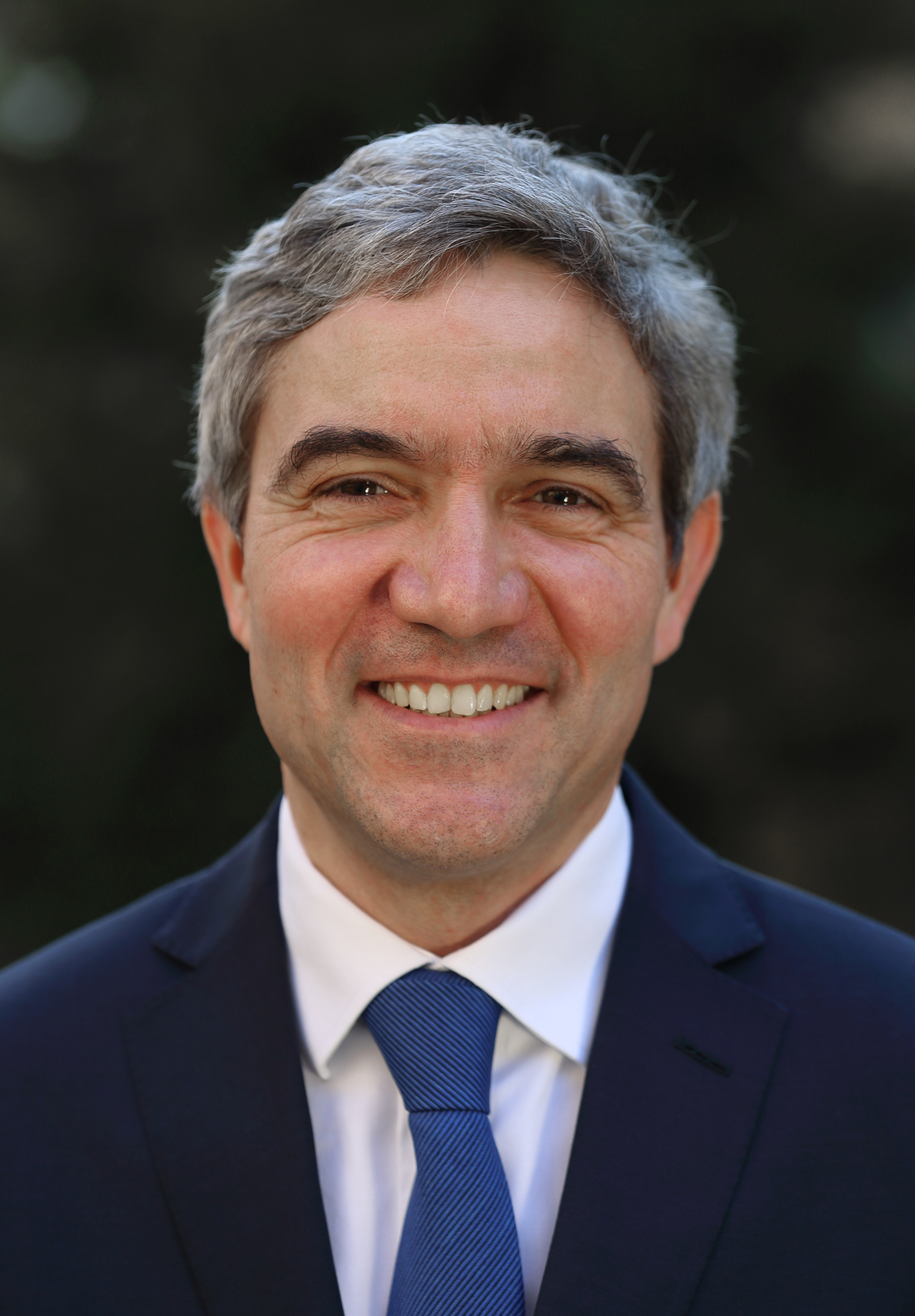
Stephan Harbarth (2017)

Stephan Harbarth (* 19. Dezember 1971 in Heidelberg) ist ein deutscher Jurist und Politiker (CDU) und seit Juni 2020 Präsident des Bundesverfassungsgerichts, dessen Erstem Senat er seit November 2018 vorsitzt. Von 2000 bis 2018 war er Rechtsanwalt der Kanzlei Schilling Zutt & Anschütz. Er war von 2009 bis 2018 Mitglied des Deutschen Bundestags, Mitglied des CDU-Bundesvorstands und stellvertretender Vorsitzender der CDU/CSU-Bundestagsfraktion.

## Kindheit und Ausbildung
Stephan Harbarth wuchs in Schriesheim auf. 1991 legte er das Abitur am Bunsen-Gymnasium in Heidelberg ab und studierte anschließend Rechtswissenschaft an der Ruprecht-Karls-Universität Heidelberg. Dort legte er 1996 die Erste juristische Staatsprüfung mit „sehr gut“ als Jahrgangsbester ab. Zum Referendariat ging er von 1997 bis 1999 an das Kammergericht in Berlin und legte dort im August 1999 die Zweite juristische Staatsprüfung ab. 1998 wurde er an der Universität Heidelberg zum Dr. iur. promoviert. Seine Doktorarbeit Anlegerschutz in öffentlichen Unternehmen erschien bei Duncker & Humblot und wurde mit dem Fritz-Grunebaum-Preis ausgezeichnet, als beste juristische oder wirtschaftswissenschaftliche Arbeit des Jahres in Heidelberg. Harbarths Doktorvater war Peter Hommelhoff, mit dem zusammen er bis heute die gesellschaftsrechtlichen Fachzeitschriften Zeitschrift für Unternehmens- und Gesellschaftsrecht und European Company and Financial Law Review herausgibt.
Im Studienjahr 1999/2000 studierte er mit einem Stipendium des Deutschen Akademischen Austauschdienstes (DAAD) an der Yale Law School; er erwarb dort den akademischen Grad eines Master of Laws.

## Karriere
Zurück in Deutschland stieg er 2000 bei der Wirtschaftskanzlei Schilling, Zutt & Anschütz in Mannheim ein, die im selben Jahr von der internationalen Anwaltssozietät Shearman & Sterling LLP übernommen wurde. 2006 wurde er Partner. Im Mai 2008 trennte sich das Mannheimer Büro wieder von Shearman & Sterling und gründete sich als SZA Schilling, Zutt & Anschütz Rechtsanwalts AG neu. Harbarth wurde dort Vorstandsmitglied, beziehungsweise Mitglied der Geschäftsführung, als die Gesellschaft 2018 in eine GmbH umgewandelt wurde. Sein Einkommen aus dieser Tätigkeit musste er offenlegen, als er 2009 Abgeordneter des Deutschen Bundestages wurde. Bis 2018 lag er über 250.000 Euro jährlich, für den Zeitraum Januar bis November 2018 ist von Einkünften bei SZA Schilling, Zutt & Anschütz von „mehr als 400.000 Euro, vermutlich sogar gut das Doppelte“ auszugehen.
Am 30. November 2018 wurde er zum Richter und Vizepräsidenten des Bundesverfassungsgerichts ernannt; damit schied Harbarth als Partner und Rechtsanwalt aus der Kanzlei SZA aus. 2020 wurde er Präsident des Verfassungsgerichts.
Harbarth ist seit 2004 Lehrbeauftragter und seit März 2018 Honorarprofessor an der Juristischen Fakultät der Universität Heidelberg.

### Politik
1987 trat Harbarth in die Junge Union ein und führte von 1995 bis 1997 den Kreisverband Rhein-Neckar. 1993 wurde er Mitglied der CDU und gehörte seit 1995 dem Kreisvorstand der CDU Rhein-Neckar und seit 2005 dem Bezirksvorstand der CDU Nordbaden an. 2007 wurde er stellvertretender Kreisvorsitzender der CDU Rhein-Neckar und seit 2009 war er Mitglied im CDU-Bundesausschuss. Ende August 2010 wurde Harbarth in den Bundesfachausschuss Wirtschafts-, Haushalts- und Finanzpolitik der CDU Deutschlands berufen. 2011 wurde er als Nachfolger von Georg Wacker zum Kreisvorsitzenden der CDU Rhein-Neckar gewählt, seit 2013 war er Mitglied des Landesvorstandes der CDU Baden-Württemberg. Er wurde im Dezember 2016 Mitglied im CDU-Bundesvorstand.
1994 kandidierte Harbarth für den Schriesheimer Gemeinderat. Bei den Bundestagswahlen 2009, 2013 und 2017 wurde er als CDU-Abgeordneter für den Wahlkreis 277 Rhein-Neckar direkt in den Deutschen Bundestag gewählt.
Harbarth war im Parlament ordentliches Mitglied des Ausschusses für Wahlprüfung, Immunität und Geschäftsordnung. Darüber hinaus war er stellvertretendes Mitglied im Ausschuss für Inneres und Heimat sowie im Ausschuss für Recht und Verbraucherschutz. Er ist Mitglied der Europa-Union Parlamentariergruppe Deutscher Bundestag und Vorstandsmitglied im Parlamentskreis Mittelstand der CDU/CSU-Bundestagsfraktion.
Vom 28. Januar 2014 bis zum 21. Juni 2016 war er Obmann der CDU/CSU-Fraktion im Ausschuss für Recht und Verbraucherschutz des Deutschen Bundestages. Am 7. Juni 2016 wurde er zum stellvertretenden Vorsitzenden der CDU/CSU-Bundestagsfraktion für die Bereiche Recht und Verbraucherschutz, Innen, Sport und Ehrenamt, Vertriebene, Aussiedler und deutsche Minderheiten gewählt und in diesem Amt am 29. Januar 2018 sowie am 25. September 2018 bestätigt.
Die Volkswagen AG mandatierte 2015 die SZA Rechtsanwaltsgesellschaft, um dem Konzern bei der Bewältigung des VW-Abgasskandals zu helfen. Daher wurde ihm von der Opposition Befangenheit als deren Vorstandsmitglied vorgeworfen. Der damalige Bundestagspräsident Norbert Lammert (CDU) schrieb, es gebe „nach geltendem Recht keine zwingenden Gründe für einen Ausschluss von Stimmrechten eines Abgeordneten bei Entscheidungen des Bundestages, die diesen selbst begünstigen können“. Harbarth hatte für die Absetzung des Tagesordnungspunktes VW gestimmt, ohne den Ausschuss über seinen Interessenskonflikt zu informieren. Harbarth war an dem Mandat nicht aktiv beteiligt und die Beratung der Kanzlei bezog sich auf aktienrechtliche Aspekte.
Der Öffentlichkeit wurde Stephan Harbarth bekannt durch seine Initiative zu einem Antrag im Kampf gegen Antisemitismus, mit dem der Posten des Antisemitismusbeauftragten der Bundesregierung eingeführt wurde. Der Antrag wurde von CDU/CSU, SPD, FDP und Bündnis 90/Grüne unterzeichnet und am 18. Januar 2018 mehrheitlich angenommen; mit den Stimmen der AfD und bei Enthaltung der Linken. In der Bundestagsdebatte im November 2018 zum umstrittenen UN-Migrationspakt sprach sich Harbarth für dessen Unterzeichnung aus.

### Bundesverfassungsgericht
Der Richter Ferdinand Kirchhof hätte im Juni 2018 aus dem Bundesverfassungsgericht ausscheiden sollen, die Suche nach einem Nachfolger gestaltete sich aber schwierig, da die regierende Koalition (CDU/CSU, SPD) keine Zweidrittelmehrheit hatte und zusätzlich Stimmen aus der Opposition brauchte. Im November 2018 einigten sich die Fraktionsführungen von Union, SPD, Grünen und FDP darauf, Harbarth als Richter für das Bundesverfassungsgericht zu nominieren. Am 22. November 2018 wurde Harbarth vom Bundestag zum Richter des Bundesverfassungsgerichts gewählt. Er ist damit seit 2005 der erste ehemalige Rechtsanwalt als Richter des Bundesverfassungsgerichts. Am 23. November 2018 wählte ihn der Bundesrat einstimmig zum Vizepräsidenten des Gerichts. Er wurde am 30. November 2018 ernannt und Vorsitzender des Ersten Senates. Dorothea Siems kommentierte, dass seine Fachkenntnisse „sowohl in der Politik als auch in Kollegenkreisen“ anerkannt seien.
Am 8. März 2020 erklärte Harbarth, Nachfolger von Andreas Voßkuhle als Präsident des Bundesverfassungsgerichts werden zu wollen. Voßkuhles reguläre Amtszeit endete am 6. Mai 2020. Am 15. Mai 2020 wurde Harbarth vom Bundesrat einstimmig zum Präsidenten gewählt; am 22. Juni 2020 wurde ihm durch den Bundespräsidenten die Ernennungsurkunde überreicht.

## Privatleben
Harbarth ist römisch-katholisch, verheiratet mit einer Tochter der ehemaligen Landtagsabgeordneten Elke Brunnemer und Vater dreier Kinder.

## Kritik

### Wahl zum Präsidenten des Bundesverfassungsgerichts
Vor der Wahl von Harbarth zum Bundesverfassungsrichter und erneut vor seiner Berufung zum Präsidenten des Gerichts war er beständiger Kritik ausgesetzt (u. a. aufgrund seiner vorhergehenden Rechtsanwaltstätigkeit, aber vor allem auch wegen mutmaßlicher Verstöße gegen das Abgeordnetengesetz durch Annahme von Zahlungen ohne Gegenleistung).
Dagegen konstatiert Aled Wyn Griffiths, Chefredakteur des JUVE Verlag für juristische Information, „ehrliche Verblüffung“, dass überhaupt eine Diskussion über die Wählbarkeit von Harbarth geführt werde. Gäbe es Interessenskonflikte, sei „[d]er Schlüssel dafür […] eine Definition von Befangenheit und Interessenkonflikten, die so streng und klar ist, dass Richter wissen, wenn sie einen Fall abgeben sollten“. Griffiths zog einen Vergleich mit dem britischen und dem US-amerikanischen Rechtssystem, wo Richter in der Regel vorher als Anwälte praktizierten und die Interessen ihrer Mandanten wahrnahmen.

### Vorwürfe von Verstößen gegen das Abgeordnetengesetz
In der Öffentlichkeit werden Vorwürfe erhoben, es sei vom Arbeitsumfang nicht nachvollziehbar, wie Harbarth während seiner Zeit als Bundestagsabgeordneter nebenher weit über 250.000 € pro Jahr mit seiner Anwaltstätigkeit verdient haben kann. „Wofür bekam Harbarth also seine hohe Vergütung?“, fragte das Handelsblatt. Entweder habe Harbarth sein Abgeordneten-Mandat angesichts des abgerechneten Arbeitsumfangs fast nicht wahrgenommen (dies wäre ein Verstoß gegen das Abgeordnetengesetz) oder habe Leistungen als Anwalt abgerechnet, ohne eine entsprechende Anwaltstätigkeit auszuüben.
Mit einer Feststellungsklage vor dem Bundesverfassungsgericht wurde 2019 von zwei Bundestagsabgeordneten (Frauke Petry und Mario Mieruch, beide fraktionslos) die Feststellung begehrt, dass die Wahl und Ernennung von Harbarth zum Richter des Bundesverfassungsgerichts nichtig sind, da er unter anderem nicht offengelegt habe, ob er Vermögenszuwendungen aus dritten, ungeklärten Quellen erhalten habe und die Vermutung eines unzulässigen, mit dem freien Mandat eines Abgeordneten unvereinbaren Interessenkonflikts bestehe. Das Bundesverfassungsgericht verwarf diese Feststellungsanträge als unzulässig und entschied nicht zur Sache. Die Vorwürfe seien „ersichtlich spekulativ und ohne äußeren Anlass ins Blaue hinein vorgebracht“ worden.

### Vorratsdatenspeicherung
In der Legal Tribune Online führte Christian Rath an, dass eine Befangenheit nicht bei jeder Mitabstimmung gegeben sei, sondern nur wenn Harbarth „eine besonders enge Verbindung zu einem Regelwerk“ habe. Er führt als Beispiel die Vorratsdatenspeicherung an, für die sich Harbarth nachdrücklich eingesetzt habe.

### Diesel-Abgasskandal und Wirtschaftsmandate
Ein Anwalt legte für Teilnehmer der Musterfeststellungsklage (MFK) im Abgasskandal gegen die Volkswagen AG am 28. November 2019 Verfassungsbeschwerde gegen die Ernennung Harbarths als Bundesverfassungsrichter ein. Am 18. Februar 2020 (Az. 2 BvR 2088/19) entschied das Bundesverfassungsgericht, die Beschwerde nicht anzunehmen.
In einem Interview mit der Augsburger Allgemeinen wies Harbarth den Vorwurf der Befangenheit zurück. Im Spiegel hatte Harbarth bereits im Januar 2019 gesagt, man „könne sich nicht ‚wünschen, dass ein Rechtsanwalt an das Bundesverfassungsgericht gewählt wird‘, und es dann ‚für grundlegend problematisch erachten, dass dieser Rechtsanwalt auch Mandanten hatte‘.“

### Umstände der Ernennung zum Honorarprofessor in Heidelberg in 2018
Im Handelsblatt berichteten Jan Keuchel und Volker Votsmeier, dass Gutachten und Gutachter von der Universität Heidelberg über die Ernennung Harbarths zum Honorarprofessor im Jahr 2018 verschwiegen würden. Die Universität Heidelberg hat hierzu erklärt, dass dies stets so gehandhabt werde – „im Interesse des offenen Wortes in den akademischen Berufungs- und Bestellungsverfahren“. Es gebe jedoch, so die Journalisten, eine „offensichtlich finanzielle und personelle Nähe der Hochschule zu Harbarths früherer Kanzlei SZA Schilling Zutt & Anschütz aus Mannheim“. Nach Bericht der LTO sind Walter Bayer und Mathias Habersack die Gutachter der Honorarprofessur von Harbarth. Habersack war seit 1986 wissenschaftlicher Mitarbeiter von Peter Ulmer an der Universität Heidelberg und bis 1995 dort wissenschaftlicher Assistent. In derselben Zeit promovierte Harbarth dort. Ulmer, früherer Rektor der Universität Heidelberg und in dieser Funktion Vorgänger von Peter Hommelhoff, dem Doktorvater von Harbarth, ist heute Of counsel bei SZA.

### BND-Urteil 2020
Als CDU-Abgeordneter hatte Harbarth mitgeholfen, das später von ihm selbst als verfassungswidrig verkündete BND-Gesetz durch das Parlament zu bringen.

## Schriften
- Anlegerschutz in öffentlichen Unternehmen (Dissertation). Duncker und Humblot,  Berlin 1998, ISBN 3-428-09729-7.